# Кантірава Нарасараджа II
Кантірава Нарасараджа II — вадіярський правитель індійського князівства Майсур від 1704 до 1714 року.